# Conrad Murray

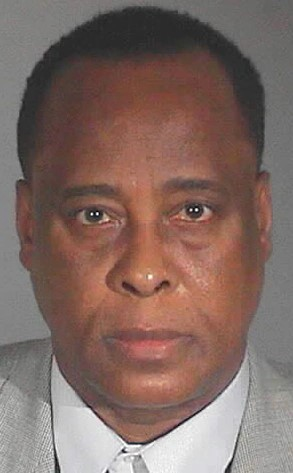
Conrad Murray, 2010

Conrad Robert Murray (* 19. Februar 1953 in Saint Andrew, Grenada) ist ein in den Vereinigten Staaten praktizierender Arzt, der hauptsächlich durch den Tod des Sängers Michael Jackson einer breiteren Öffentlichkeit bekannt wurde. Am 7. November 2011 wurde Murray in erster Instanz der fahrlässigen Tötung schuldig gesprochen, das Strafmaß wurde am 29. November 2011 auf vier Jahre Haft ohne Bewährung festgelegt. Seit dem 28. Oktober 2013 ist er wieder auf freiem Fuß.

## Leben

### Frühe Jahre und Beginn der Karriere
Conrad Murray wuchs die ersten sieben Lebensjahre bei seinen Großeltern mütterlicherseits in Saint Andrew auf der Insel Grenada auf. Danach zog er zu seiner Mutter nach Trinidad und Tobago, wo er die Schule besuchte. Nach der High School arbeitete er ehrenamtlich als Grundschullehrer. Später verdiente er sein Geld als Antragsprüfer bei einer Versicherung und als Zollbeamter, um seine Hochschulausbildung finanzieren zu können.
1980 übersiedelte er nach Houston, USA. Dort besuchte er die Texas Southern University, danach studierte er Medizin am Meharry Medical College in Nashville. Mit 36 Jahren, 1989, schloss er sein Medizinstudium ab und war berechtigt, in den Staaten Texas, Kalifornien und Nevada Medizin zu praktizieren.
Weitere Stationen in seiner Aus- und Weiterbildung waren die Mayo Clinic in Minnesota, das Loma Linda University Medical Center in Kalifornien und die University of Arizona. Nach seinem Studium kam er nach Kalifornien zurück und arbeitete am Sharp Memorial Hospital in San Diego.
1999 machte sich Murray in Las Vegas selbstständig und eröffnete seine Privatpraxis. 2006 zog es ihn zum Acres Homes Heart and Vascular Institute in Houston.
Conrad Murray wurde über ein Dutzend Mal verklagt, unter anderem wegen Vertragsbruchs und unterlassener Kinderunterhaltszahlung, wurde vor seiner Verstrickung in Michael Jacksons Tod als Arzt jedoch nicht straffällig. Er lebt mit seiner Ehefrau, eine Ärztin, einem Sohn und einer Tochter in  Las Vegas.

### Leibarzt von Michael Jackson
Murray lernte Michael Jackson 2006 in Las Vegas kennen, als er eines seiner Kinder wegen einer Erkrankung behandelte. Sie freundeten sich an. Für seine kommende Konzerttour im Jahr 2009 engagierte Jackson Murray als seinen Leibarzt für ein Gehalt von 150.000 US-Dollar pro Monat.

### Anklage und Verurteilung nach dem Tod von Michael Jackson
Über Murray wird seit dem Tod des Sängers insbesondere in den US-amerikanischen Medien rege berichtet. Die Staatsanwaltschaft von Los Angeles ermittelte gegen ihn, weil er Michael Jackson das Narkosemittel Propofol verabreicht hatte, wie er in einer eidesstattlichen Versicherung gegenüber der Polizei selbst angab. Eine  Vergiftung durch Propofol gilt als Todesursache des Sängers laut des Autopsieberichts. Auch spielten Beruhigungsmittel eine Rolle, vor allem das Medikament Lorazepam.
Am 8. Februar 2010 klagte die Staatsanwaltschaft von Los Angeles Murray wegen fahrlässiger Tötung an. Murray plädierte vor Gericht auf „nicht schuldig“ und wurde gegen eine Kaution von 75.000 US-Dollar und die Abgabe seines Passes freigelassen. Er durfte zunächst weiterhin seinen Beruf als Arzt ausüben, aber bestimmte Medikamente weder besitzen noch verschreiben. Im Januar 2011 wurde ein sofortiges Berufsverbot für ganz Kalifornien ausgesprochen und die Anklage wegen fahrlässiger Tötung zugelassen. Die Auswahl der Jury wurde auf den 8. September 2011 angesetzt, die Eröffnungsplädoyers auf den 27. September 2011. Am 7. November 2011 wurde Murray von der Jury in erster Instanz der fahrlässigen Tötung schuldig gesprochen. Es drohte ihm maximal eine Haftstrafe von vier Jahren sowie der Entzug seiner Zulassung als Arzt. Murrays Anwälte kündigten Berufung gegen das Urteil an.
Am 29. November 2011 wurde das Strafmaß vom Gericht auf vier Jahre Haft ohne Bewährung festgelegt. Dies entspricht der Höchststrafe. Der Richter begründete seine Entscheidung damit, Murray habe für Geld und Prestige seinen hippokratischen Eid verletzt und als Leibarzt Jackson im Stich gelassen. Zudem zeige er keine Reue und schiebe die Schuld auf das Opfer.
Am 28. Oktober 2013 wurde Murray zwei Jahre nach seiner Verurteilung wegen guter Führung und aufgrund überfüllter Gefängnisse vorzeitig entlassen. Im Januar 2014 bestätigte ein Berufungsgericht in Los Angeles das Urteil. Murray hatte zuvor Berufung eingelegt und dies mit Verfahrensfehlern begründet.

## Publikationen
- This Is It! The Secret Lives of Dr. Conrad Murray and Michael Jackson. BookBaby, 2016, ISBN 978-0-692-74107-8.[19]